# OmegaT
OmegaT és un programari de traducció assistida per ordinador. Escrit en el llenguatge de programació Java, és gratuït i és desenvolupat per l'OmegaT Project, un grup de traductors i programadors independents. No utilitza cap format intermedi (XLIFF o PO) i permet la traducció directa dels formats que accepta. Accepta l'estàndard de memòries de traducció TMX.

## Funcionament del programari
L'usuari posa els seus documents font, les memòries de traducció i els glossaris de què disposa en directoris específics del projecte de traducció. Quan un projecte s'ha obert, OmegaT extrau el text a traduir dels documents reconeguts. Quan l'usuari tradueix cada *segment, OmegaT afegeix el text traduït a les memòries de traducció. OmegaT crea al final els documents d'arribada fusionant les memòries de traducció amb els documents fonts.
Durant la traducció d'un segment, les correspondències en les memòries de traducció i en els glossaris es mostren en una finestra adjacent. A aquestes correspondències se'ls assigna un percentatge de semblança. Aquest percentatge s'acosta més al 100% com més semblant és el segment a un element ja conegut. Aquestes traduccions es poden inserir fàcilment en el projecte usant ordes abreujades del teclat.
L'usuari pot passar a un altre fitxer del projecte a través de la finestra "Fitxers del Projecte" però pot també fer una recerca de paraules sobre tot el projecte i sobre les memòries de traducció. La funció de validació de les marques permet de verificar que no hi ha hagut errors sobre les marques.
Per poder afegir o modificar al projecte documents font, memòries de traducció o glossaris, la persona usuària ha de recarregar el projecte perquè OmegaT reconegui els nous segments. Igualment, si es modifiquen les regles de *segmentació, el projecte ha de ser recarregat.

## Col·laboracions
OmegaWiki és un projecte en desenvolupament un dels objectius del qual és de connectar OmegaT a les bases de dades què constitueix. Aquest enllaç permetrà exportar i redistribuir en OmegaWiki els segments enregistrats amb OmegaT.